# La Magdalena, Guanajuato
La Magdalena är en ort i Mexiko.   Den ligger i kommunen Salvatierra och delstaten Guanajuato, i den centrala delen av landet, 210 km väster om huvudstaden Mexico City. La Magdalena ligger 1 747 meter över havet och antalet invånare är 490.
Terrängen runt La Magdalena är varierad. Runt La Magdalena är det ganska tätbefolkat, med 172 invånare per kvadratkilometer. Närmaste större samhälle är Salvatierra, 7,8 km sydost om La Magdalena. Trakten runt La Magdalena består till största delen av jordbruksmark.